# Raluca Turcan
Raluca Turcan, född den 2 april 1976 i Botoșani, är en rumänsk politiker tillhörande Nationalliberala partiet (PNL). Sedan december 2020 är hon Rumäniens arbetsmarknadsminister och var dessförinnan vice premiärminister. Sedan 2004 har hon varit ledamot i deputeradekammaren. Mellan december 2016 och juni 2017 var hon tillförordnad partiledare för PNL. Förutom PNL har hon under sin politiska karriär även tillhört Partidul Liberal Democrat och Liberaldemokratiska partiet.